# Gonodactylopsis herdmani
Gonodactylopsis herdmani is een bidsprinkhaankreeftensoort uit de familie van de Gonodactylidae. De wetenschappelijke naam van de soort is voor het eerst geldig gepubliceerd in 1906 door Tattersall.